# Tondar (missile antichar)
Pour les articles homonymes, voir Tondar.
Le missile Tondar (« tonnerre » en persan) est un missile guidé antichar iranien,, tiré depuis les canons des chars T-72. Ce missile iranien,,, qui a été fabriqué par le ministère de la Défense et de la Logistique des forces armées, est lancé à partir d'un canon de 125 mm. Le missile Tondar peut détruire diverses cibles à une distance de 4 kilomètres.
Ce missile antichar peut cibler des cibles fixes/mobiles sur terre et en mer. Ce missile a également la capacité de détruire des cibles volantes à basse vitesse ; et cela est dû au type de guidage Tondar. Le missile serait une copie du missile soviétique 9M119. L'ogive du missile Tondar est plus légère que celle du missile 9M119, ce qui peut indiquer des changements de conception ou une mauvaise communication des données. 
Selon le commandant de l'armée de la République islamique d'Iran dans la région de Fars : « C'était la première fois que lors de l'exercice de Beit al-Moqaddas 26 en mai 2014, trois missiles iraniens Dehlaviyeh, Tondar et Tusan ont été testés. »,.